# Liste de pâtes longues

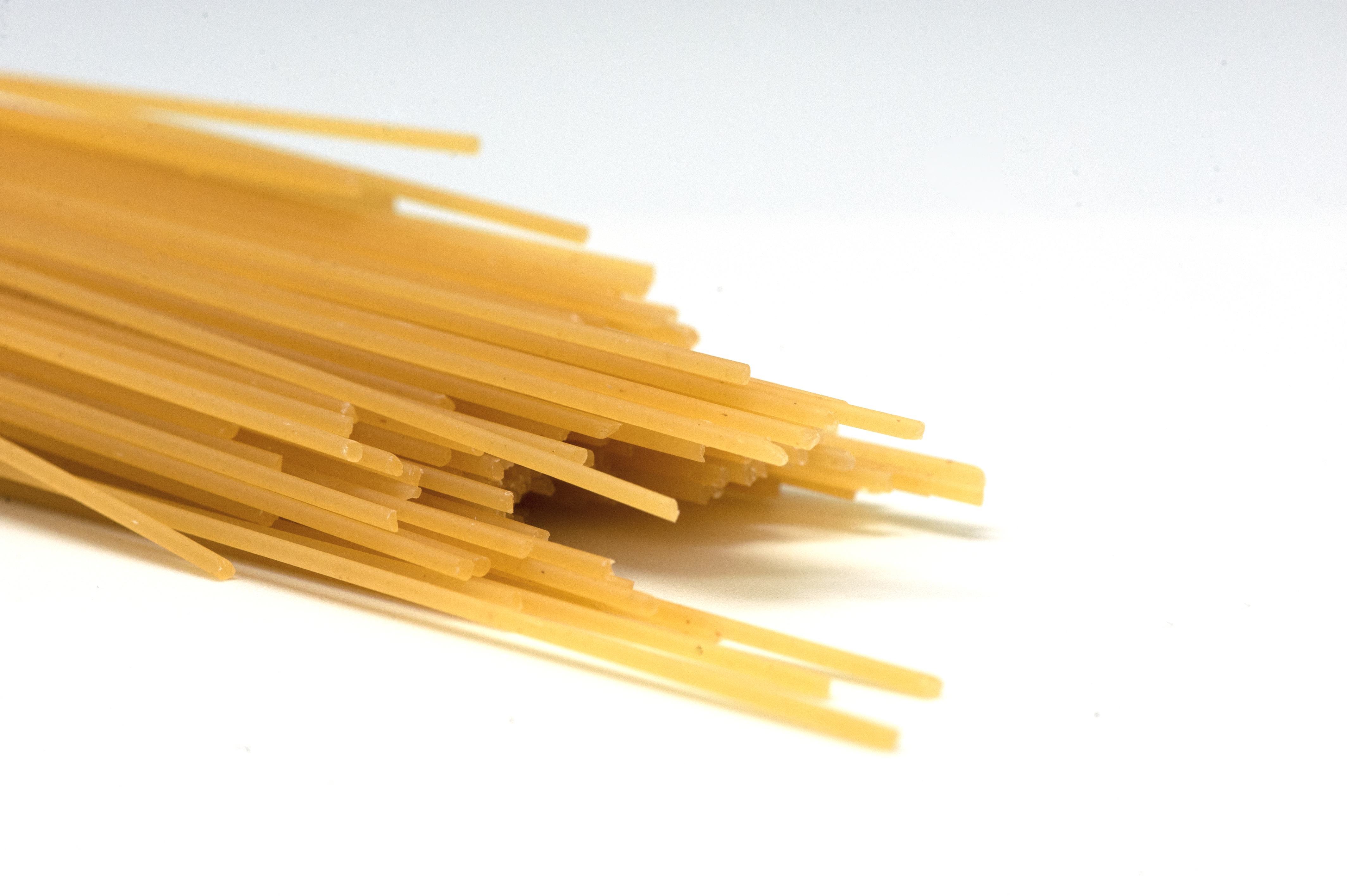
Les spaghettis, des pâtes longues en forme de ficelle.

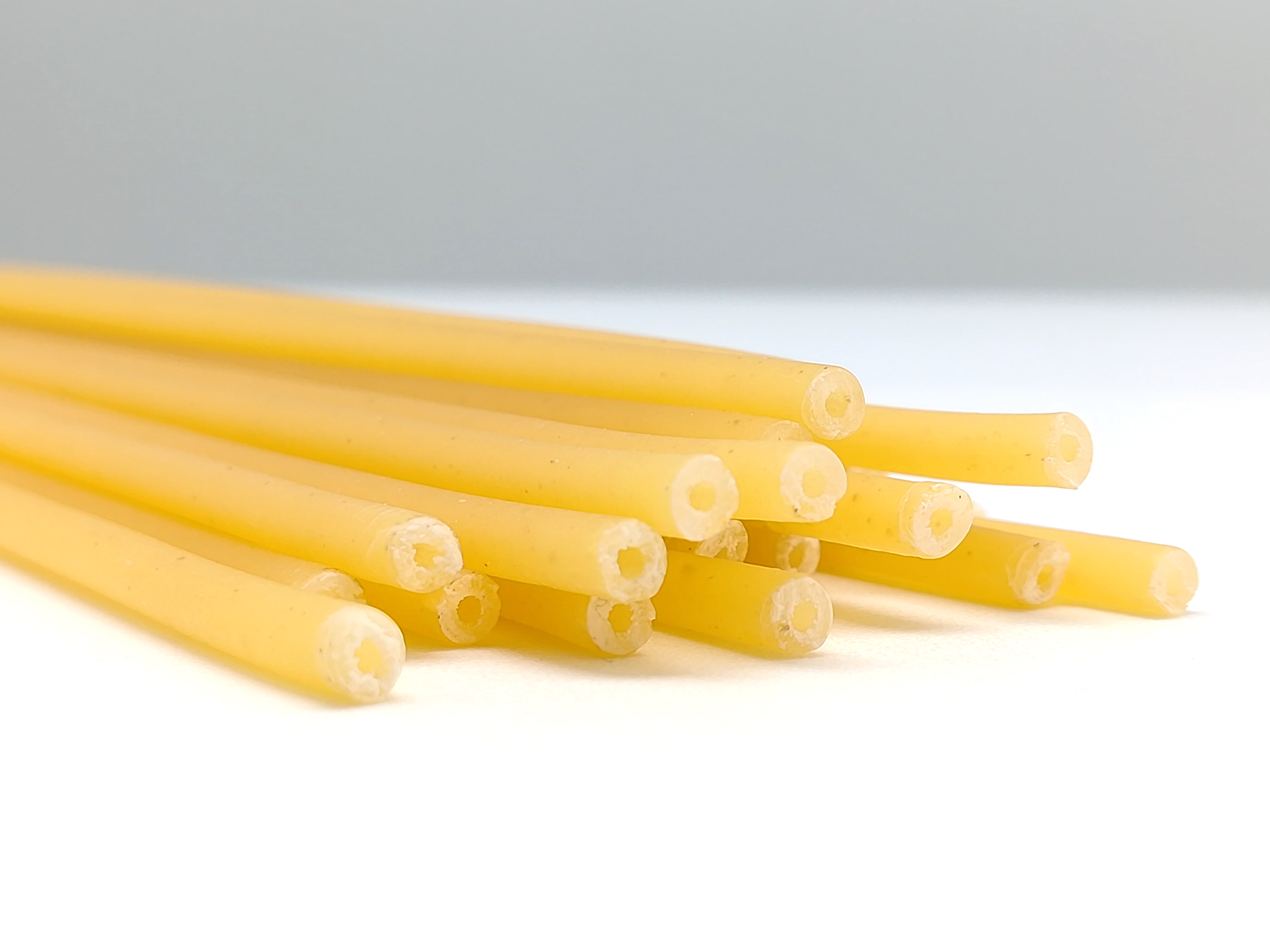
Les buccatini, des pâtes longues et creuses.

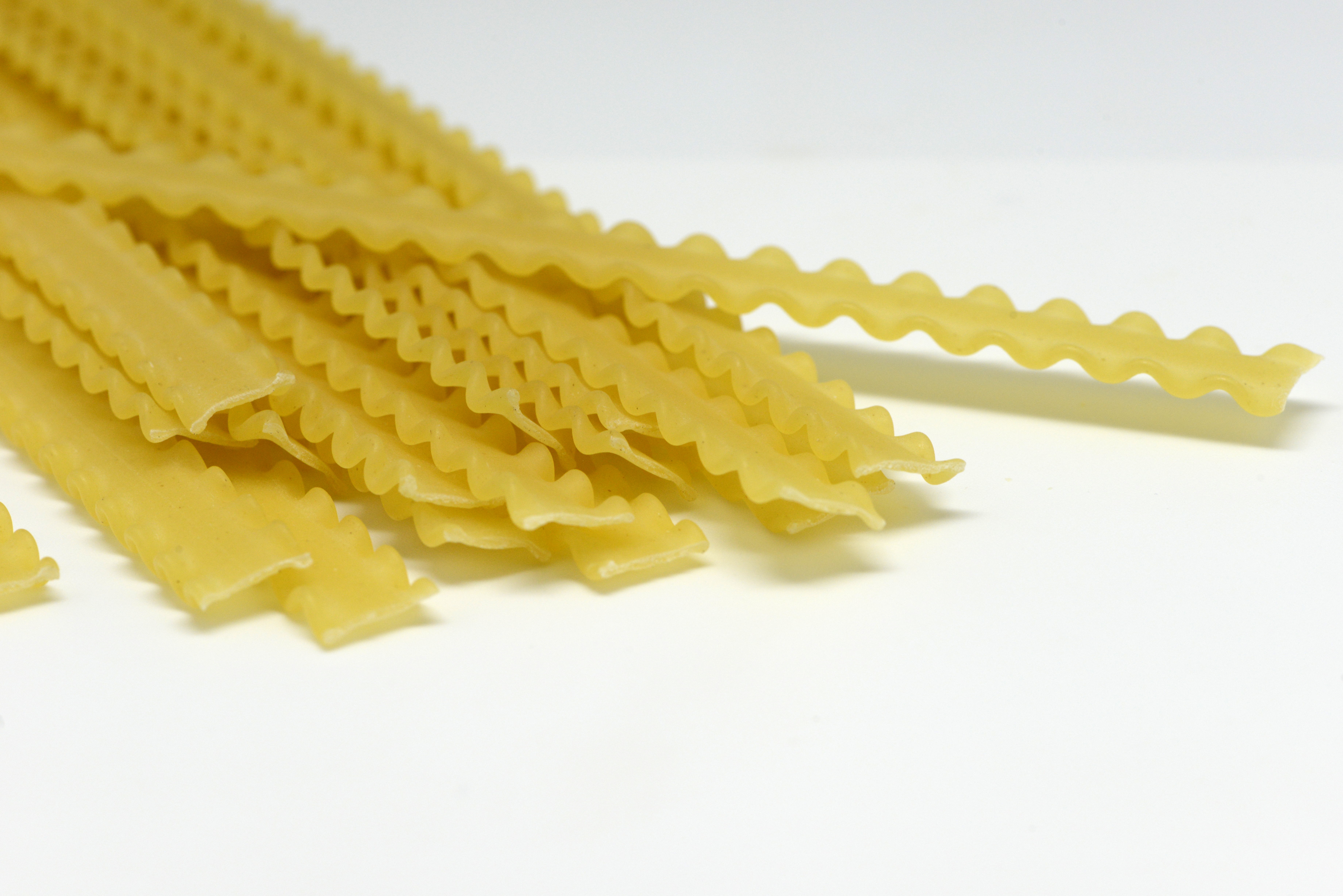
Les mafalde, créées en l'honneur de la naissance de la princesse Mafalda de Savoie.

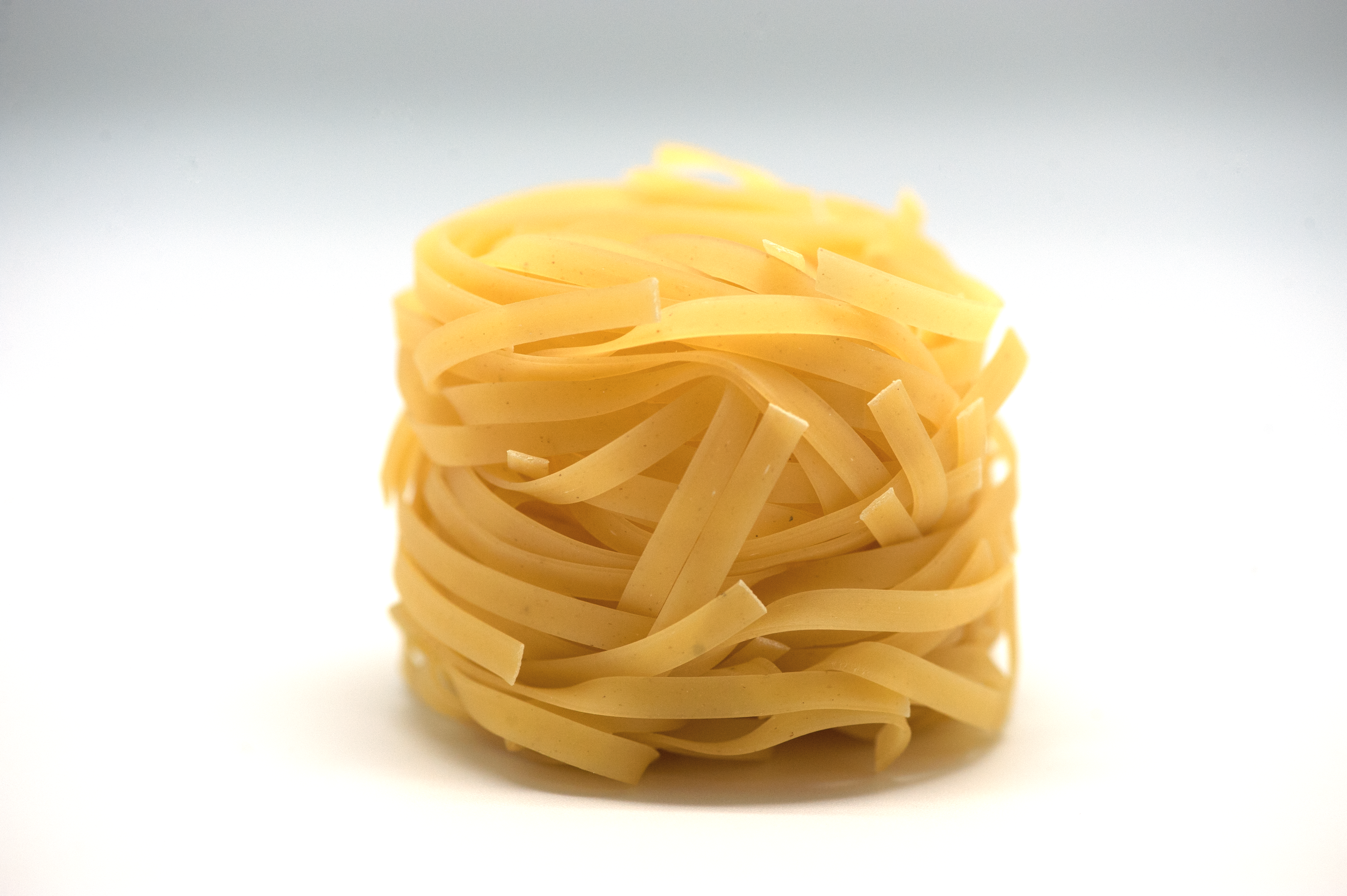
Les taglioni, pâtes en ruban vendues sous forme de nids.

Cet article contient une liste des pâtes longues, c'est-à-dire des pâtes alimentaires qui ont la forme d'une ficelle ou d'un ruban. Ces pâtes peuvent être plus ou moins longues et plus ou moins fines.
Il existe aussi des pâtes courtes de formes diverses comme les gnocchis et les coquillettes.

## Italie
- Bavette
- Bigoli
- Bucatini
- Busiate
- Capellini
- Fedelini
- Fettuccelle
- Fettuccine
- Fusilli bucati lunghi
- Lagane
- Linguine
- Mafaldine
- Pappardelle
- Perciatelli
- Pici
- Spaghetti (nouille, Italie)
- Spaghetti alla chitarra
- Spaghettini
- Tagliatelles
- Taglierini
- Tagliolini ou linguine fini
- Vermicelle
- Zitti

## Asie
- Dangmyeon, très long vermicelle (environ 50 cm) de patate douce (Corée)
- Fānshǔ fěnsī (番薯粉丝), également appelées fěnpí (粉皮), nouilles plates de patate douce (province du Zhejiang, Chine)
- Bo bun (vermicelle du Cambodge/Vietnam)
- Milk udon (Japon)
- Nouille chinoise plate (Chine)
- Nouilles de riz (Chine)
- Nouilles de soja (Chine)
- Ramen (Japon)
- Shoei jeau (Japon)
- Soba, nouilles de sarrasin, séchées ou fraîches (Japon et Corée)
- Somen (Japon)
- Vermicelle Ho fan (nouille plate de blé, Chine)
- Vermicelle de pomme de terre (Chine)